# سامسونگ گلکسی آ۵۳ ۵جی
سامسونگ گلکسی آ۵۳ ۵جی (به انگلیسی: Samsung Galaxy A53 5G) یک تلفن هوشمند مبتنی بر اندروید است که توسط سامسونگ الکترونیکس طراحی و تولید شده‌است. این گوشی در ۱۷ مارس ۲۰۲۲ در کنار سامسونگ گلکسی آ۷۳ ۵جی و سامسونگ گلکسی آ۳۳ ۵جی معرفی شد.

## طراحی

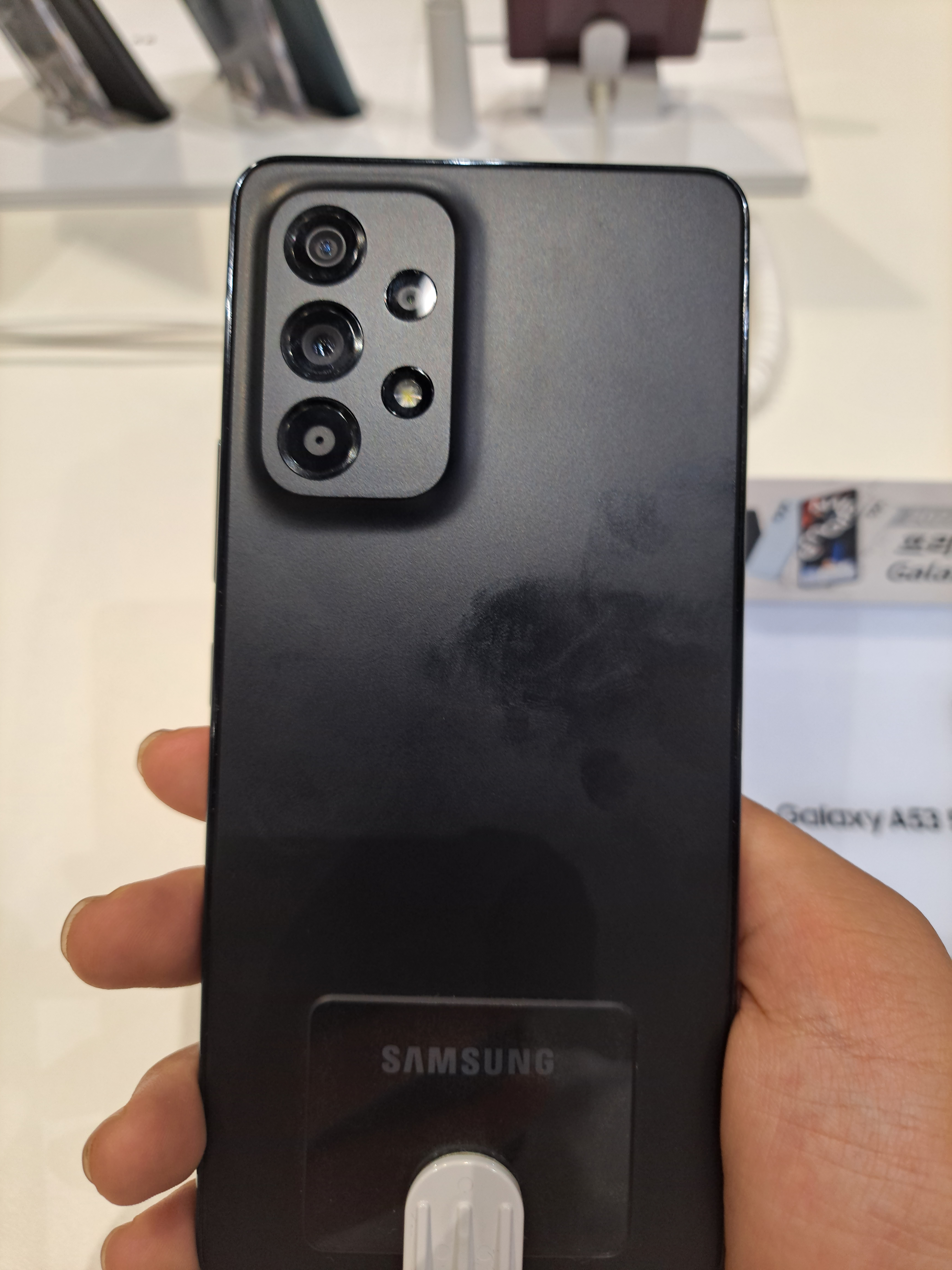
سامسونگ گلکسی آ۵۳ ۵جی در رنگ مشکی

صفحه نمایش این گوشی از کورنینگ گوریلا گلس ۵ بهره می‌برد. پنل پشتی و کناری آن نیز از جنس پلاستیک مات است.
طراحی این گوشی هوشمند بسیار شبیه به مدل قبلی خود است، اما مانند سامسونگ گلکسی آ۳۳ ۵جی و سامسونگ گلکسی آ۷۳ ۵جی در این نسل پنل پشتی کاملاً صاف است و انتقال بین پنل پشتی و واحد دوربین نرم‌تر است. گلکسی آ۵۳ ۵جی، برخلاف سامسونگ گلکسی آ۵۲، از رابط تی‌آراس بهره نمی‌برد. همچنین گلکسی آ۵۳ ۵جی دارای قابلیت محافظت در برابر رطوبت و گرد و غبار طبق گواهی آی‌پی۶۷ است.
در زیر سوکت شارژ یواس‌بی سی، بلندگو، میکروفون و بسته به نوع گوشی خشاب برای ۱ سیم کارت و کارت حافظه میکرو اس‌دی تا ۱ ترابایت یا خشاب هیبریدی برای ۲ سیم کارت یا ۱ سیم کارت و کارت حافظه با فرمت میکرو اس‌دی تا ۱ ترابایت وجود دارد. میکروفون دوم در بالا قرار دارد. در سمت راست دکمه های تنظیم صدا و دکمه قفل گوشی قرار دارند.
این گوشی با ۴ رنگ مشکی، سفید، آبی و هلویی عرضه می‌شود.
| رنگ | نام   |
| --- | ----- |
|     | مشکی  |
|     | سفید  |
|     | آبی   |
|     | هلویی |

## مشخصات

### سخت‌افزار

#### چیپست
گلکسی آ۵۳ ۵جی درون خود سامانه روی یک تراشه اگزینوس ۱۲۸۰ با معماری ۵ نانومتری را قرار داده‌است. این قطعه دارای پردازنده‌ای هشت‌هسته‌ای با سرعت کلاک ۲ گیگاهرتز است که می‌تواند تا سرعت کلاک ۲٫۴ گیگاهرتز برسد. این دستگاه در چند نسخه با رم ۶ یا هشت گیگابایت و حافظه‌ی ذخیره‌سازی ۱۲۸ گیگابایت یا ۲۵۶ گیگابایت در دسترس خریداران قرار می‌گیرد و از کارت میکرو اس‌دی تا یک ترابایت پشتیبانی می‌کند.

#### نمایشگر
گلکسی آ۵۳ از صفحه‌نمایش ۶٫۵ اینچی سوپر امولد Infinity-O با وضوح تصویر +FHD، نرخ تازه‌سازی ۱۲۰ هرتز و محافظ کورنینگ گوریلا گلس ۵ بهره می‌برد. افزون بر این، تراکم پیکسلی ۴۰۷ پیکسل‌ بر اینچ دارد، از نسبت تصویر ۲۰ به ۹ و کنتراست ۱۰۰۰۰۰۰:۱ بهره می‌برد و از ۱۶ میلیون رنگ نیز پشتیبانی می‌کند.

#### باتری
این گوشی به باتری بزرگ ۵۰۰۰ میلی‌آمپر ساعتی با پشتیبانی از شارژ سریع ۲۵ واتی مجهز است. البته سامسونگ شارژر را از جعبه‌ی این گوشی حذف کرده‌است و بنابراین کاربران باید شارژر را به‌طور جداگانه خریداری کنند و یا این که از شارژرهایی که از قبل دارند برای شارژ کردن این گوشی استفاده کنند.

#### دوربین
گلکسی آ۵۳ ۵جی در پنل جلو دوربین سلفی ۳۲ مگاپیکسل و در پنل پشت دوربین چهارگانه متشکل از دوربین اصلی ۶۴ مگاپیکسل با لرزش‌گیر اپتیکال تصویر (OIS)، دوربین فوق عریض ۱۲ مگاپیکسل، دوربین ماکرو ۵ مگاپیکسل و دوربین عمق‌سنج ۵ مگاپیکسل را میزبانی می‌کند. سامسونگ برای بهبود عکاسی در نور کم، نرم‌افزار دوربین مجهز به هوش مصنوعی را بهبود بخشیده است. افزون‌براین، حالت Night mode بهبود‌یافته اکنون حداکثر ۱۲ تصویر را هم‌زمان برای ثبت تصاویر روشن‌تر در شب با نویز کمتر ترکیب می‌کند. از طرفی دیگر، برای فیلم‌برداری نرخ فریم گوشی به‌طور خودکار تنظیم می‌شود تا ویدئوهای گرفته‌شده در محیط‌های کم‌نور را بهبود بخشد.

### نرم‌افزار
آ۵۳ ۵جی به‌طور پیش‌فرض با اندروید ۱۲ و رابط‌کاربری وان یوآی ۴٫۱ عرضه می‌شود. سامسونگ وعدهٔ ارائهٔ ۴ سال به‌روزرسانی نرم‌افزاری و ۵ سال به‌روزرسانی امنیتی برای این گوشی را داده‌است.